# 4-壬基苯酚
4-壬基苯酚（英语：4-Nonylphenol）是一种来自烷基苯酚类化合物的芳香化合物，由带羟基的苯环和作为取代基的正壬基侧链组成。它形成具有典型酚醛气味的无色至淡黄色晶体。它属于壬基酚类。

## 用途
在工业上，4-壬基苯酚只是次要的。用于制造壬基酚聚氧乙烯醚。

## 规定基限制
4-壬基苯酚自2012年12月19日起被列为高度关注物质，因为该物质是一种内分泌干扰素。根据REACH附件XVII，4-壬基苯酚在工业和商业清洁、家庭清洁、纺织和皮革加工、乳膏中的乳化剂、制浆、化妆品和个人护理用品、农药助剂等用途中，作为物质、其他物质的成分或混合物的推出和使用的限制为1000mg/ kg。瑞士也实行类似的限制。